# 新宿区立江戸川小学校
新宿区立江戸川小学校（しんじゅくくりつ えどがわしょうがっこう）は、東京都新宿区水道町にある公立小学校。

## 概要

### 開校の経緯
1905年（明治38年）12月1日、東京府東京市江戸川尋常小学校として開校。
赤城尋常小学校（赤城小学校）、津久戸尋常小学校（現：新宿区立津久戸小学校）、早稲田尋常小学校（現：新宿区立早稲田小学校）の3校から児童を移し、これら3つの小学校から分かれる形で発足した。

#### 赤城小学校
この3校のうち、唯一現存しない赤城小学校（あかぎしょうがっこう）とは、戦前に赤城神社の境内にあった公立小学校で、現在の新宿区赤城元町1番3号に所在し、校舎は「赤城生涯教育館（旧称：赤城社会教育会館）」の場所にあった。
学制公布により1875年（明治8年）に「赤城学校」として開校。1880年（明治13年）教育令により赤城小学校へ改称、1886年（明治19年）小学校令により東京府東京市赤城尋常小学校へ改称、1941年（昭和16年）国民学校令により東京府東京市赤城国民学校へ改称、1943年（昭和18年）東京都制施行により東京都赤城国民学校へ改称した。
赤城小学校は、1945年（昭和20年）5月の東京大空襲により校舎を焼失し、終戦後の1946年（昭和21年）3月をもって廃校となった。
東京大空襲では、江戸川小学校も被害を受けたが、校長の家族と地元警防団の尽力により、校舎の一部が焼失したのみにとどまった。

### 校名の由来
江戸川小学校の学区は北側にある神田川までで、川の対岸は文京区水道となる。かつて「平川」と呼ばれた神田川は、江戸時代の神田上水建設によりその一部（現在の文京区関口 - 千代田区飯田橋）が「江戸川」と呼ばれ、春は桜、夏は蛍の名所として親しまれたため、開校の際に「江戸川」の名を校名に付けたものである。
戦後に河川名が神田川に統一され「江戸川」の名は失われたが、江戸川小学校の校名をはじめ、学校付近にある神田川の橋「江戸川橋」や江戸川橋駅の駅名にその名を留めている。

学校所在地の新宿区水道町と、神田川対岸の文京区水道の地名「水道」は神田上水に由来し、付近には水道橋や石切橋（神田川に架かる橋。工事の際の石切り場があった）など、神田上水に由来する地名が多く残っている。
なお、同じ東京都内の江戸川区江戸川1丁目1-16にも、同名の公立小学校「江戸川区立江戸川小学校」が存在する（1968年4月1日開校）。こちらはかつての江戸川本流である旧江戸川のほとりに建つ学校である。

## 沿革
- 1905年（明治38年）12月1日 - 東京市江戸川尋常小学校として開校。個人所有の敷地・建物を購入し、赤城尋常小学校・津久戸尋常小学校・早稲田尋常小学校の3校から児童を移し、1年生 - 3年生の6学級322人で発足[1]。
- 1906年（明治39年）
  - 5月1日 - 東京市江戸川尋常高等小学校へ改称[1]。
  - 10月1日 - 校歌を制定（現校歌）[1]。
- 1908年（明治41年）4月1日 - 東京市江戸川尋常小学校へ再度改称[1]。
- 1917年（大正6年）3月16日 - 木造2階建ての新校舎が完成（普通教室22室・特別教室3室）[1]。
- 1936年（昭和11年）3月15日 - 鉄筋4階建ての現校舎が完成（普通教室20室・特別教室5室）[1]。
- 1941年（昭和16年）4月1日 - 国民学校令施行により、東京都江戸川国民学校へ改称[1]。
- 1948年（昭和23年）4月1日 - 学制改革により、東京都新宿区立江戸川小学校へ改称[1]。
- 1997年（平成9年）- 併設の公立幼稚園・新宿区立江戸川幼稚園が休園。
- 2005年（平成17年）3月7日 - 普通教室等の冷暖房設備設置工事が完成[1]。
- 2008年（平成20年）1月21日 - 校庭改修工事が完成[1]。
- 2010年（平成22年）4月1日 - 学校ICTシステム稼働開始[1]。
- 2023年（令和5年）1月 - 教科・領域は指定しない 新宿区教育課題モデル校となる[6]。

## 校章・校歌
校章は古くから使われているもので、江戸川（現在は神田川）が明治末期まで桜の名所として親しまれたことから、桜の花の中央に江戸川の「江」の文字を置いた図案となっている。
校歌は学校創立翌年の1906年（明治39年）に制定されたもので、作詞は新保磐次、作曲は天谷秀。歌詞には江戸川の桜（1番）と川の流れ（2番）が歌われており、古風な文語体であるが、現在に至るまで歌い継がれている。

## 教育目標
以下の3点を「教育目標」として掲げている。この教育目標も古くから制定されているものである。
1. よく考えやりぬく子
2. 明るくじょうぶな子
3. 仲良く助け合う子

## 通学区域
江戸川小学校の通学区域は以下のとおりである。。
- 水道町 - 全域
- 赤城下町 - 全域
- 改代町 - 全域
- 築地町 - 全域
- 中里町 - 全域
- 西五軒町 - 全域
- 東五軒町 - 全域
- 天神町 - 1～40番地

天神町はそれ以外は新宿区立早稲田小学校の学区。
- 山吹町 - 4～8番地、258～270番地、293～318番地

山吹町はほぼ江戸川橋通りを境に、新宿区立鶴巻小学校の学区とに分かれる。
江戸川小学校の通学区域は、大半が新宿区立牛込第三中学校の通学区域となっている（山吹町のみ新宿区立牛込第二中学校の通学区域）。

## 新宿区立江戸川幼稚園
敷地内に公立幼稚園として、新宿区立江戸川幼稚園（しんじゅくくりつ えどがわようちえん）を併設していたが、1997年（平成9年）に江戸川幼稚園は休園となり、園のスペースは2011年（平成23年）12月1日から小規模保育事業（保育ルーム）に転用され、株式会社日本保育サービスが運営する「新宿区保育ルームえどがわ園」として活用されている。しかし「えどがわ園」も待機児童の解消などを理由に、2028年度（令和10年度）までに順次事業を終了することが決定している。

## 周囲
周囲はマンションなどが建ち並ぶ住宅街となっているほか、地域の伝統的な産業である出版・印刷・製本関連の会社や工場が多い。
- 赤城神社
  - 新宿区立赤城生涯教育館（旧称：赤城社会教育会館）
  - 東京都教育庁神楽坂庁舎
  - 東京都福利厚生事業団教育会館「神楽坂エミール」- 2007年3月閉鎖
- 神田川 - 旧称「江戸川」が校名の由来となった。
  - 石切橋（神田川に架かる橋）
- 三晃印刷本社（水道町4-13[15]）
- トーハン本社
- 双葉社本社
- 凸版印刷小石川ビル
  - トッパンホール・印刷博物館（文京区水道）
- 新宿区立東五軒公園
- 新宿区立白銀（しろがね）公園[16]
- 新宿改代町郵便局
- 地蔵通り商店街[17]（新宿区山吹町・文京区関口）
- 江戸川橋通り
- 首都高速5号池袋線

## 交通アクセス
- 東京メトロ
  - 有楽町線江戸川橋駅徒歩7分[18]
  - 東西線神楽坂駅徒歩7分[18]
- 都営バス
  - 上69系統・飯64系統「石切橋」バス停より徒歩